# Jean-Baptiste Jecker
Jean-Baptiste Jecker (Porrentruy, Suiza, 29 de diciembre de 1812 – París, Francia, 26 de mayo de 1871) fue un banquero de origen suizo activo en México durante los años alrededor de la Guerra de Reforma. La deuda que contrajeron los gobiernos de la época a través de su casa de banco fue citada como justificación de la segunda intervención francesa en México.
- Datos: Q3164173
- Multimedia: Jean-Baptiste Jecker / Q3164173